# 고진영 (레이싱 모델)
고진영(1993년 4월 1일 ~ )은 대한민국의 레이싱모델이다.

## 경력
- 2014 - 부산국제모터쇼 레이싱모델
- 2014 - 서울오토살롱 레이싱모델
- 2014 - KIC 오프로드 그랑프리 레이싱모델
- 2014 - 미스디카 아웃도어 모터쇼 레이싱모델

## 수상
- 2013 - 제2회 한국 레이싱모델 어워즈 신인유망주상
- 2014 - KMS & HIN 모델 콘테스트 대상
- 2014 - 제3회 한국 레이싱모델 어워즈 올해의 모터쇼 우수모델상